# توم أكيرمان
توم أكيرمان (بالإنجليزية: Tom Ackerman)‏ هو لاعب كرة قدم أمريكية أمريكي، ولد في 6 سبتمبر 1972 في بيلينغام في الولايات المتحدة.